# Halagehosahalli, Krishnarajpet
Halagehosahalli là một làng thuộc tehsil Krishnarajpet, huyện Mandya, bang Karnataka, Ấn Độ.